# Đorđe Lavrnić
Đorđe Lavrnić (Servisch: Ђорђе Лаврнић) (6 juni 1946 - 27 november 2010) was een Servisch handballer.
Op de Olympische Spelen van 1972 in München won hij de gouden medaille met Joegoslavië, nadat men in de finale Tsjecho-Slowakije had verslagen. Lavrnić speelde zes wedstrijden, waaronder de finale, en scoorde 28 goals.
Abaz Arslanagić · Čedomir Bugarski · Petar Fajfrić · Hrvoje Horvat · Milorad Karalić · Đorđe Lavrnić · Milan Lazarević · Zdravko Miljak · Slobodan Mišković · Branislav Pokrajac · Nebojša Popović · Miroslav Pribanić · Dobrivoje Selec · Albin Vidović · Zoran Živković · Zdenko Zorko